# Wuilker Faríñez
Wuilker Fariñez Aray (ur. 15 lutego 1998 w Caracas) – wenezuelski piłkarz występujący na pozycji bramkarza w klubie Caracas FC. Znalazł się w kadrze reprezentacji Wenezueli na Copa América 2016.